# Torre dell'Orologio
Torre dell'Orologio es, como su nombre indica, una torre del reloj situada en la plaza de San Marcos en Venecia (Italia), junto a la Procuratie Vecchie. Alberga el reloj más importante de la ciudad, el reloj de San Marcos (alternativamente conocida como la torre del reloj de los moros).

## Descripción

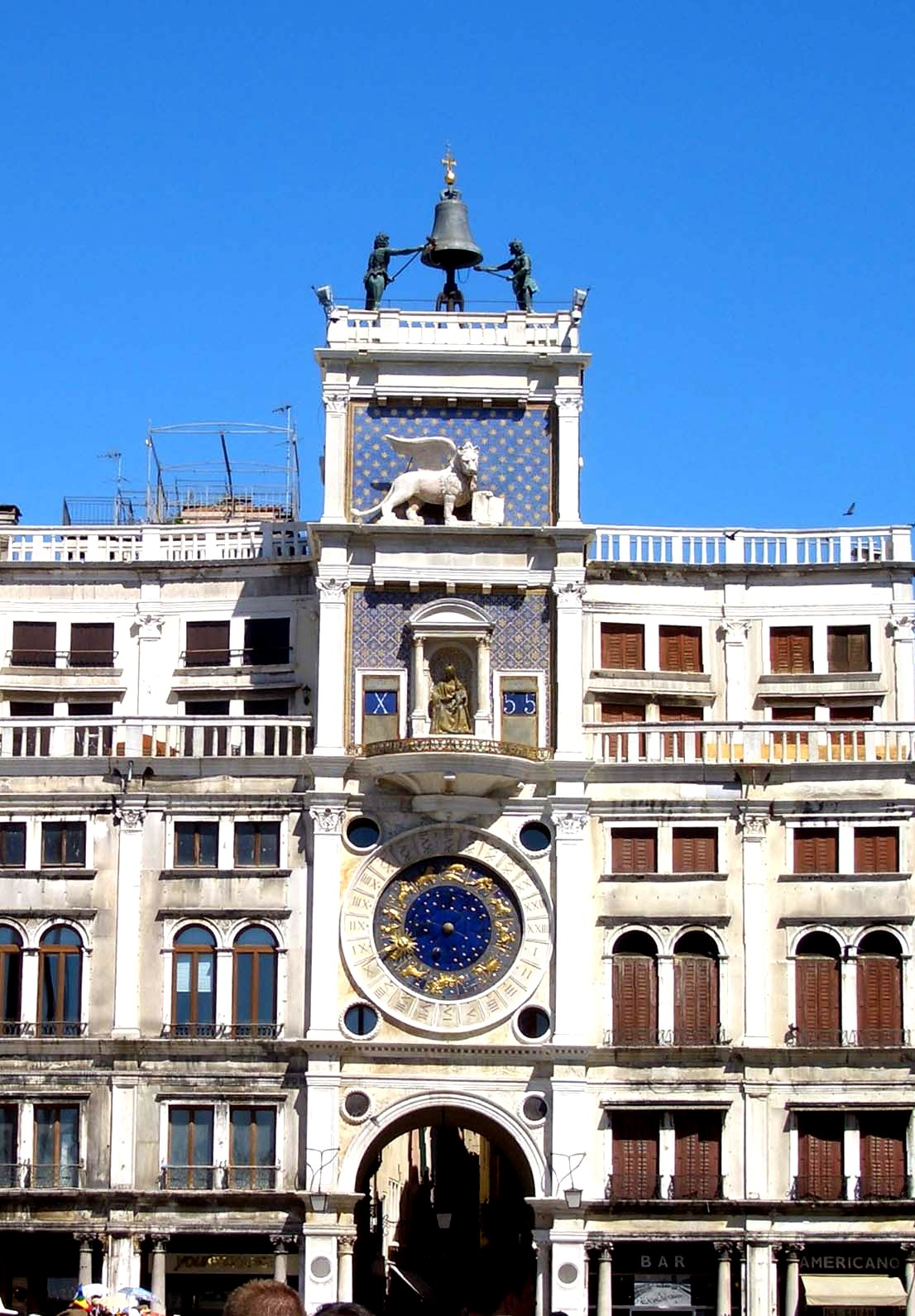
Torre del Reloj de Venecia, con la esfera, la Virgen con Niño flanqueada por cifras romanas y arábigas, el león de San Marcos y encima de todo, los Mori («Moros»).

Fue construida en una muestra de la riqueza de Venecia, y como ayuda a los marineros del Gran Canal que se iban de viaje.
El edificio fue diseñado por Mauro Codussi y construido entre 1496 y 1499. Tiene cinco huecos, del que el central es el más grande. Este vano incorpora una entrada en dos pisos, con la gran esfera del reloj por encima, culminada por una torre de un solo piso con una representación de un León de San Marcos contra un fondo nocturno, mientras que dos figuras en bronce oscurecido pretenden ser gigantes pero son conocidos como los «Moros» están en pie en lo alto y tocan la campana cada hora.
El mecanismo del reloj, que data de 1499 y ha sido muy restaurado desde entonces, mueve la principal esfera del reloj, que consiste en varias esferas concéntricas. Las más exteriores muestran los números 1 a 24 en numerales romanos, y una manecilla embellecida con la representación del sol indica la hora. La segunda esfera representa los doce signos del zodiaco, distinguidos, como las esferas interiores, con dorado sobre un fondo de esmalte vítreo azul. Las esferas interiores indican las fases de la luna y el sol.
También mueve un mecanismo por encima de la esfera del reloj, donde un nicho con una representación de la Virgen María y el Niño Jesús está entre la hora en números romanos y los minutos (en múltiplos de cinco) en numeración arábiga. El Día de la Ascensión, estatuas de los reyes magos pasan en frente de ellos.
Se añadieron terrazas a la torre por Giorgio Massari en 1755, pero aparte de ello está poco alterada. La restauración moderna, iniciada en 1997, acabó en mayo de 2006 inaugurándose en la media noche del 27 de mayo.

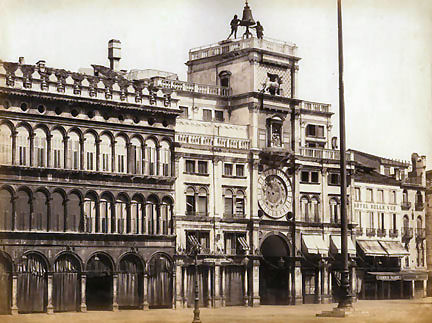
Torre dell'Orologio, torre del reloj de San Marcos, h. 1860-70.